# Hypercoryphodon
Hypercoryphodon — це вимерлий рід пантодонтів розміром із носорога, який походить із Монголії пізнього еоцену і був дуже схожий на свого предка Coryphodon. Гіперкорифодон, описаний за черепом, — це чотирилапа травоїдна тварина, схожа на бегемота, яка, можливо, змогла адаптувати своє харчування відповідно до різних ситуацій. Вважається, що він, можливо, жив у водно-болотних і лісових екосистемах, якими міг ділитися з іншими травоїдними тваринами, такими як диноцерати, як-от Gobiatherium